# Bereeda

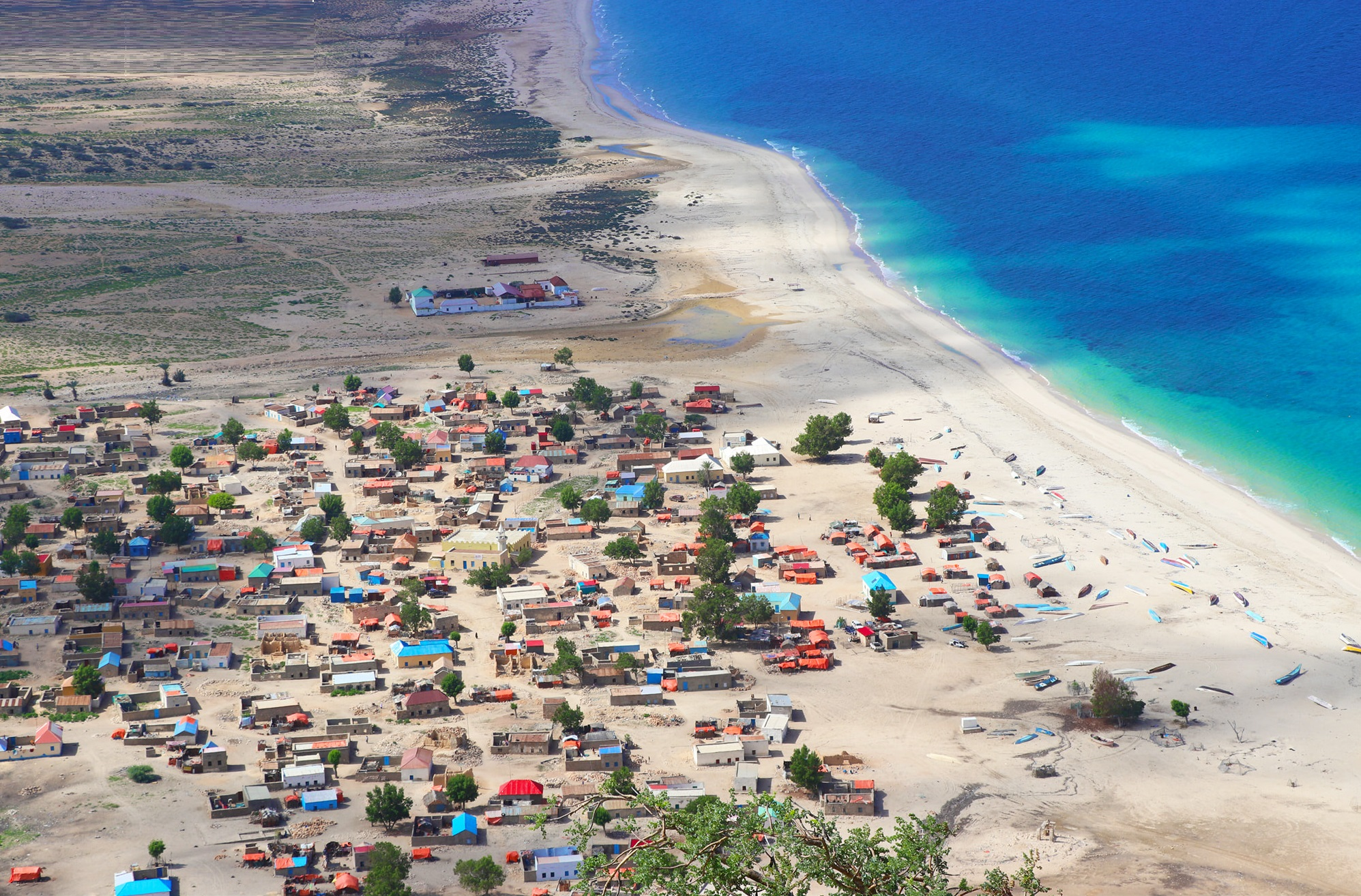
Bereeda

Bereeda (somalisch: Bareeda, arabisch: بارآدا) ist eine Küstenstadt in der nordöstlichen Provinz Bari in Somalia. Sie liegt im Alula-Distrikt, der in der autonomen Region Puntland liegt.

## Lage
Bereeda liegt 12 Seemeilen (14 Meilen) westlich vom Kap Guardafui und 20 Seemeilen (23 Meilen) östlich von Alula.

## Bildung
Es gibt eine Grundschule in Bereeda.